# Dokumentärfotopriset
Dokumentärfotopriset eller Arbetets museums Dokumentärfotopris är ett svenskt fotopris som instiftades år 2001 av Arbetets museum i Norrköping för att uppmärksamma dokumentärfotografi och stimulera samtidsdokumentation.
Dokumentärfotopriset går till fotografer som visat ett socialt engagemang och tänjt gränser såväl tekniskt som form- och ämnesmässigt. Pristagarna ska även ha utmärkt sig genom långsiktigt konsekvent arbete, bidragit med inspiration till andra fotografer samt agerat opinionsbildande och aktivt fört ut sitt arbete, exempelvis genom publicering, utställningar, undervisning och liknande. Pristagarna utses av en jury bestående av representanter från Arbetets museum, LO, TCO, ABF och Sensus. Priset består (2025) av 25 000 kronor och delas årligen ut till tre pristagare.

## Pristagare
- 2001 – Anders Petersen, Per Lindström och Annette Rosengren
- 2002 – Kent Klich, Johan Ehrenberg, Karin Becker och Emma Larsson
- 2003 – Lars Tunbjörk, Hasse Persson, Anna Tellgren och Tora Mårtens
- 2004 – Elin Berge, Nina Korhonen och Chris Maluszynski
- 2005 – Joakim Eneroth, Pieter ten Hoopen och Lisa Selin
- 2006 – Paul Hansen, Pelle Kronestedt och Sanna Sjöswärd
- 2007 – Anna von Brömssen, Elisabeth Ohlson Wallin och JH Engström
- 2008 – Albin Biblom, Anna Clarén och Jens‑Olof Lasthein
- 2009 – Helena Blomqvist, Peter Gerdehag och Maria Söderberg
- 2010 – Johan Bävman, Lisa Thanner och Thomas Wågström
- 2011 – Hannah Modigh, Martin Bogren och Magnus Wennman
- 2012 – Lina Haskel, Åke Ericson och Jerker Andersson
- 2013 – Amy Helen Johansson, David Magnusson och Aida Chehrehgosha
- 2014 – Roger Thuresson, Johan Sundgren, Tobias Fäldt, Klara Källström och Gunilla Knape
- 2015 – Per-Anders Pettersson, Maja Daniels, Åsa Sjöström och Jan Nordström
- 2016 – Christoffer Hjalmarsson, Linda Forsell, Helga Härenstam och Eva Dahlman
- 2017 – Märta Thisner, Ulf Lundin och Jan Jörnmark
- 2018 – Nora Lorek, Anders Kristensson och Tina Enghoff
- 2019 – Kristoffer Granath, Lina Scheynius och Ragnar Axelsson
- 2020 – Anna Tärnhuvud, Kicki Lundgren och Nils Petter Löfstedt
- 2021 – Ikram Abdulkadir, David Lundmark och Anna Rosling Rönnlund
- 2022 – Anette Nantell, Angelica Elliott och Krister Hägglund
- 2023 – Alexander Mahmoud, Julia Lindemalm och Sven Westerlund
- 2024 – Meli Petersson Ellafi, Anders Alm och Charlotta Hammar